# Pere Ximeno
Pere Ximeno (València, ca. 1515 — Alcalá de Henares, ca. 1555). Metge i anatomista valencià.

## Biografia
Nascut a la ciutat de València, estudia Arts i possiblement Medicina a la seva universitat, passà posteriorment a Itàlia on continua els seus estudis a Pàdua, i assití als darrers cursos de Vesal, on es va convertir en un dels més primerencs vesalians.

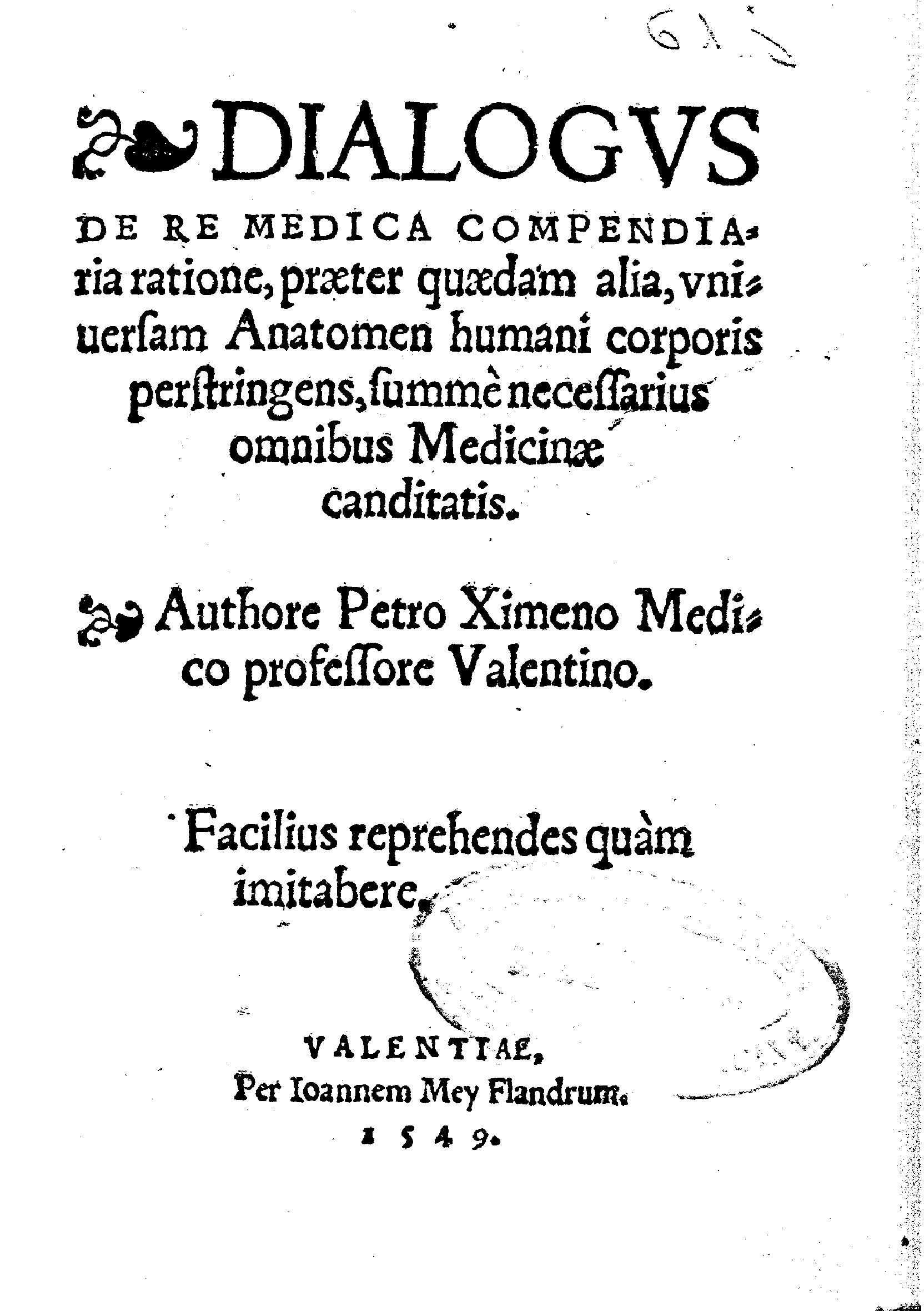
Portada dels Dialogus de re medica.

En 1547 ocupa la càtedra s'Anatomia i Medicaments Simples a la Universitat de València, i convertí aquesta universitat en una de les primeres d'Europa en què es va ensenyar l'anatomia realitzant la dissecció de cadàvers el mateix catedràtic, i superant definitivament el galenisme morfològic que ja havia estat discutit per Pere Jaume Esteve, l'anterior catedràtic. En 1549 ocupa la càtedra de Pràctica; i el mateix any publica els Dialogus de re medica, segon llibre europeu que incorpora la nova morfologia vesaliana, després de l'aparició De humani corporis fabrica del mateix Vesal, que va enriquir amb els seus estudis. L'ús que fa de la dissecció no sols és un recurs didàctic sinó també l'eix fonamental de les seves investigacions anatòmiques.
En 1550 es trasllada a Alcalá de Henares per ocupar la càtedra d'Anatomia, recentment creada, on continua ensenyant fins a la seva mort, esdevinguda pocs anys després.

## Obra
- Dialogus de re medica compendiaria ratione (1549).[7] Text anatòmic seguint el gènere renaixentista del diàleg que tracta en els diversos capítols l'anatomia general, els ossos, els músculs, el cor i els vasos sanguinis, els pulmons, els òrgans de l'abdomen, el cervell i els òrgans dels sentits; amb un apèndix sobre els problemes dietètics.[8]

El seu magisteri i la publicació dels Dialogus de re medica permeteren ampliar la influència de l'anatomia vesaliana sobre la medicina en el seu conjunt, va crear escola a València i orientà els estudis dels investigadors castellans, com Francisco Valles o Francisco Díaz, pare de la urologia moderna.
En els seus estudis va descobrir l'estrep, tercer dels ossets de l'orella, i en els seus Dialogus de re medica es va publicar la seva primera descripció.